# Отаров, Омар Магомедович
Омар Магомедович Отаров (карач.-балк. Отар улу Омар Мухамматны жашы; 10 мая 1916, аул Герхожан, Терская область — 22 мая 2002, Кабардино-Балкария) — выдающийся балкарский певец, хоровой дирижёр, композитор, собиратель и исполнитель карачаевских и балкарских народных песен. Народный артист Кабардино-Балкарской Республики и КЧР.

## Биография
Родился в 1916 году в Приэльбрусье в маленьком ауле Герхожан, на месте которого сейчас находится город Тырныауз. Был восьмым, самым младшим, ребенком в семье балкарского пастуха Магомета Отарова.
Мать Омара умерла, когда мальчику было 12 лет. Отец сам занимался воспитанием детей. Он часто брал маленького Омара с собой на горные пастбища, где тот впервые познакомился с народными песнями и напевами в исполнении пастухов.
В 1938  году Омар Отаров переехал в Нальчик, и поступил в Кабардино-Балкарский государственный ансамбль песни и пляски, где был солистом.
8 марта 1944 года был депортирован вместе с балкарским народом в Среднюю Азию и распределен в г. Фрунзе.
Устроился хористом в Киргизскую госфилармонию им. Токтогула, а позже в хор Государственного киргизского радиокомитета.
Позже был арестован и выслан в Сибирь (Хабаровский край) на 8 лет. Семья осталась в г. Фрунзе.
Вернувшись в Нальчик в 1957 году, начал руководить хором Кабардино-Балкарского республиканского радиокомитета.

## Дискография
1. Поет Омар Отаров.-[М.]: Мелодия, 1987.-1 грп.-С 30 25203 009.Содерж.: Наныкъны жыры = [Песня о Наныке] / Нар. песня; Долай / Нар. песня; Отаров О. Анам = [Мама] / Сл. нар.; Эки къатынлы = [Двоеженец]; Мусукаланы Ахматны жыры = [Песня об Ахмате Мусукаеве] / Нар. песня; Большевикле келелле = [Идут большевики]; Абдулкеримни жыры = [Песня об Абдулкериме]; Таттиуканы жыры = [Песня о Таттиуке] / Нар. песня; Кировну жыры = [Песня о Кирове] / Муз. нар.; Сл. Б. Гуртуева; Асанланы Хажимуратны жыры = [Песня о Хаджимурате Асанове]; Туудуланы жыр = [Песня Туудуевых] / Нар. песня.
2. Поет Омар Отаров: Балкарские народные песни /Исполн. хор ТВ и радио КБАССР;Худож. рук. Б. Мизов // Поет Омар Отаров.-[М.]: Мелодия, [1973].-1 грп.-С 30-08057-58. Содерж.: Бекболатны жыры=[Песня Бекболата]; Гылжа=[Шуточная]; Журтубайланы Хажимуратны жыры=[Песня Журтубаева Хажмурата]; Айжаякъ=[Луноликая красавица]; Къызчикъны жыры=[Песня девочки]; Ахматны жыры =[Песня Ахмата]; Кулина; Сары Асланбекни жыры=[Песня Асланбека]; Сени ариулугъунг=[Твоя красота]; Отаров О. Келин келеди=[Везут невесту] / Сл. И. Маммеева; Жеттеев М. Барын да санга берирме=[Я все тебе отдам] / Сл. И. Маммеева; Сюймеклик жыр=[Песня любви] / Нар. песня.

## Память
Установлена мемориальная доска на стене здания Дома Радио по ул. Ногмова 38, в г. Нальчике .
В альпмероприятии ОТАР 200 «Время взойти на вершину единства» в честь 105-летия со дня рождения, 18 августа 2021 года, совершено восхождение на западную вершину Эльбруса..
Альпмероприятие было проведено в рамках проекта «Отар» совместно с фондом «Керим» и ФАССТ КБР.

## Семья
Бийгъат — жена. Дочь Зайнаф погибла в ссылке.